# تابواو دا سيرا
تابواو دا سيرا (بالإنجليزية: Taboão da Serra)‏ هي مدينة، وبلدية في البرازيل، تتبع ساو باولو، بلغ عدد سكانها 197٬644  نسمة، في 1 أغسطس 2000، تبلغ مساحتها 20٫478 كيلومتر مربع.

## الموقع
تشترك في الحدود مع:
- ساو باولو.

## أعلام
- ماثيوس سيلفا
- ياجو سيزار
- رودريغو بونيفاسيو دا روشا
- بيتر دي ألميدا